# Свети Стефан (Агд)
Вижте пояснителната страница за други значения на Свети Стефан.
Катедралата „Св. Стефан“  (на френски: Cathédrale Saint-Étienne d'Agde) е бивша католическа катедрала, намираща се в град Агд, Южна Франция, в департамента Еро, регион Окситания. Църквата е наречена в чест на свети първомъченик Стефан.

## История
Катедралата „Св. Стефан“ е построена на брега на река Еро. В сегашния си вид е от XII век, когато заменя бившия каролингски храм в романски стил от IX век, който е бил изграден върху руините на римския храм на Диана от V век.
Катедралата е значително пострадала по време на Френската революция (1793). Била е седалище и катедрален храм на епископа от Агд до годината на Големия терор (1793 – 1794), когато последният епископ от Агд е бил гилотиниран. Едва през 1801 г., по време на Конкордата, епархията на Агд е присъединена към тази на Монпелие.
Катедралата представлява фортифицирано съоръжение, за изграждането на което е използван черен базалт, добиван в близките вулканични кариери на Мон Сен Лу.

## Галерия
- Кулата на катедралата
- Интериор
- Орган (Жерар Гюлемин, 1990)